# Abzû
Abzû ist ein Adventure-Computerspiel, das von Giant Squid Studios entwickelt und von 505 Games für PlayStation 4, Windows, Xbox One, Nintendo Switch und Amazon Luna veröffentlicht wurde. Mehrere Mitwirkende, darunter Game Director Matt Nava und Komponist Austin Wintory, hatten zuvor an dem Videospiel Journey aus dem Jahr 2012 gearbeitet – der Meeres-Schauplatz von Abzû war sowohl eine Reaktion auf den Wüsten-Schauplatz von Journey als auch von Navas Liebe zum Tauchen inspiriert.

## Geschichte, Story
In Abzû schlüpft der Spieler in die Rolle eines Tauchers in einem riesigen Ozean – nachdem er an der Meeresoberfläche aufgewacht ist, beginnt er, die umliegenden Unterwasserwelten voller Pflanzen und Tiere zu erforschen, und entdeckt dabei antike Technologie und versunkene Ruinen. In einigen Gebieten kann der Taucher auch landbasierte Umgebungen über dem Wasser erforschen. Im Laufe des Spiels schaltet der Taucher neue Gebiete frei und geht den Geheimnissen hinter den Kräften nach, die die lokale Umwelt schädigen.

## Entwicklung
Die Ursprünge von Abzû liegen in der Entwicklung von Journey, einem Indie-Spiel, das von thatgamecompany entwickelt und 2012 veröffentlicht wurde. Der Schöpfer, Game und Art Director von Abzû, Matt Nava, hatte zuvor während der dreijährigen Entwicklung von Journey als Art Director gearbeitet. Nach seiner Arbeit an einem Spiel, das in der Wüste angesiedelt war, wollte Nava für seinen nächsten Titel zu einer lebendigeren und bevölkerten Umgebung wechseln. Nava begann mit der Gestaltung des Pitches für Abzû, bevor er thatgamecompany verließ und den Spielentwickler Giant Squid Studios gründete.
Eines der Hauptelemente, die Nava einfließen ließ, war seine Liebe zu alten Kulturen und deren Kunstwerken, insbesondere in Bezug auf die Mythen, die das Konzept von Abzû umgeben. Auch Navas Liebe zum Meer, die er durch sein Hobby Tauchen entdeckte, spielte bei der Gestaltung von Abzû eine große Rolle.
Im Rahmen seiner Recherchen experimentierte Nava mit anderen Ozean-Simulationsspielen und stellte fest, dass sie keinen Spaß machten. Durch die Abschaffung jeglicher Zeitbegrenzung oder Luftanzeige wollte das Team ein entspannendes Gefühl der Erkundung fördern. Die Unreal Engine 4 war zu diesem Zeitpunkt noch recht neu, aber sie wurde ausgewählt, nachdem das Team andere damals verfügbare Entwicklersoftware geprüft hatte. Das Team konnte sowohl die fortschrittlichen Entwicklertools der Unreal Engine 4 nutzen als auch die Funktionalität der Engine erweitern, um einzigartige Elemente wie das Verhalten von Fischschwärmen, Vegetationsanimationen und Unterwasserbeleuchtungen einzubinden. Die Verwendung der Unreal Engine 4 ermöglichte es dem Ingenieur Derek Cornish, einzigartige Systeme für Unterwasserbeleuchtungseffekte zu konstruieren.

## Namensgebung
Der Titel setzt sich aus den sumerischen Wörtern „ab“ und „zu“ zusammen und wurde von den Entwicklern mit „Ozean der Weisheit“ übersetzt. Das Wort bereitete schon früh Schwierigkeiten, da sich die sumerische Schreibweise Abzu von der akkadischen Schreibweise Apsû unterschied. Als Kompromiss fügte das Team die beiden Schreibweisen in den Titel des Spiels ein. Der Zirkumflex über dem Buchstaben „û“ bereitete dem Team Probleme, da kaum jemand wusste, wie man ihn schreibt, und die Computerprogramme hatten Schwierigkeiten, ihn als Teil der Codierung zu verarbeiten. Die Verwendung des Wortes trug dazu bei, dass sich das Spiel aufgrund seiner mythischen Bezüge auf den Ozean konzentrierte.

## Veröffentlichung
Die erste digitale Veröffentlichung des Spiels erfolgte für PlayStation 4 über das PlayStation Network und für Windows über Steam am 2. August 2016. Später wurde es auch digital für Xbox One über Xbox Live am 6. Dezember 2016 veröffentlicht. Am  29. November 2018 erschien es für Nintendo Switch und am 20. Oktober 2020 für Amazon Luna.

## Musik
|             | Titel                                             | Länge |
| ----------- | ------------------------------------------------- | ----- |
| 1.          | To Know, Water                                    | 1:58  |
| 2.          | Heaven Was Not Named                              | 1:28  |
| 3.          | Seriola Lalandi                                   | 3:16  |
| 4.          | And the Earth Did Not yet Bear a Name             | 2:51  |
| 5.          | Delphinus Delphis                                 | 4:51  |
| 6.          | No Field Was Formed                               | 1:51  |
| 7.          | Caranx Ignobilis                                  | 2:10  |
| 8.          | Myliobatis Aquila                                 | 3:30  |
| 9.          | No Destinies Ordained                             | 2:08  |
| 10.         | Balaenoptera Musculus                             | 3:57  |
| 11.         | Architeuthis                                      | 0:59  |
| 12.         | Chaos, the Mother                                 | 4:52  |
| 13.         | Arandaspis Prionotolepis                          | 4:19  |
| 14.         | Elasmosaurus Platyurus                            | 3:22  |
| 15.         | Ichthyosaurus Communis                            | 2:01  |
| 16.         | Osteoglossum Bicirrhosum                          | 1:15  |
| 17.         | Their Waters Were Mingled Together                | 10:13 |
| 18.         | Then Were Created the Gods in the Midst of Heaven | 3:49  |
| Gesamtlänge | Gesamtlänge                                       | 58:57 |

Der Soundtrack für Abzû wurde von Austin Wintory komponiert, dirigiert und produziert, der zuvor unter anderem an Journey und The Banner Saga gearbeitet hatte. Wintory wurde von Nava mit Konzeptzeichnungen für das Projekt konfrontiert, bevor Giant Squid Studios gegründet wurde und die Entwicklung begann. Als das Studio gegründet wurde, wurde Wintory an Bord des Projekts eingeladen. Die Musik wurde von Anfang an so geschrieben, dass sie interaktiv und dynamisch war und nicht auf bestimmten Stichworten basierte.
Um dies zu erreichen, musste Wintory das Spiel ausgiebig und wiederholt spielen, um ein Gefühl dafür zu bekommen, was die Spieler erleben würden und was am besten zur Stimmung passen würde. Ähnlich wie bei Wintorys Arbeit an Journey war das erste Stück, das geschrieben wurde, das Hauptthema To Know, Water, und weitere Stücke wurden im Laufe der dreijährigen Entwicklungszeit des Spiels auf der Grundlage dieses Themas erstellt. Die Oboensoli wurden von Kristin Naigus gespielt, die Wintory bei einem Cover eines Stücks aus Journey auf YouTube gehört hatte. Die Musik für die frühen Levels wurde ausgiebig überarbeitet, wobei schätzungsweise fünfzig Minuten Musik für fünf Minuten im Spiel verworfen wurden, obwohl die Teile der späteren Abschnitte schnell zusammengefügt wurden und im Allgemeinen unverändert blieben.
Das Thema des Tauchers zieht sich wie ein roter Faden durch die gesamte Musik. Wintory arbeitete eng mit dem Sounddesigner von Abzû, Steve Green, zusammen und schuf eine musikbasierte Geschichte, die mit der visuellen Erzählung von Abzû einherging und mit ihr zusammenarbeitete.

## Rezeption
Bei Metacritic besitzt das Spiel eine aggregierte Wertung von 83/100 (Windows), 78/100 (PlayStation 4), 83/100 (Xbox One) bzw. 80/100 (Nintendo Switch).
Scott Butterworth von GameSpot fand, dass es der Spielmechanik an Abwechslung fehlte, lobte aber ansonsten die immersiven Qualitäten des Spiels. Justin McElroy von Polygon war der Meinung, dass das Gameplay zwar im Allgemeinen Spaß macht, aber durch die fehlende Interaktion mit dem Spieler untergraben wird. Jose Otero von IGN genoss die anhaltenden Belohnungen der Erkundung trotz der minimalen Menge an Gameplay-Mechaniken, während James Davenport von PC Gamer sowohl die Erkundung als auch die Möglichkeit zum Meditieren und Beobachten der Umgebung genoss. David Roberts von GamesRadar+ war der Meinung, dass die größte Stärke des Spiels seine Einfachheit im Vergleich zu anderen Titeln auf dem Markt war.